# 33ns Premis AVN
La cerimònia dels 33ns Premis AVN, presentada per Adult Video News (AVN), va homenatjar les millors pel·lícules pornogràfiques i productes d'entreteniment per a adults del 2015 i va tenir lloc el 23 de gener de 2016 a The Joint a Hard Rock Hotel and Casino, Paradise (Nevada).Durant la cerimònia, Adult Video News presentarà els Premis AVN (sovint coneguts com els Oscars del porno) en 115 categories publicades de l'1 d'octubre de 2014 al 30 de setembre de 2015. La cerimònia, gravada per ser televisada als Estats Units per Showtime, va ser produït per Gary Miller. L'humorista i actriu Kate Quigley va ser copresentadora del programa per primera vegada, juntament amb les actrius de pel·lícules per a adults Joanna Angel i Anikka Albrite.

## Guanyadors i nominats
Els nominats per als 33è premis AVN es van anunciar el 19 de novembre de 2015, a la festa anual de nominacions als premis AVN a la discoteca Avalon a Hollywood.
Peter Pan XXX: An Axel Braun Parody va rebre la majoria de nominacions amb 21 en total, amb Batman v Superman XXX: An Axel Braun Parody va quedar segon amb 18. BLACKED.com va rebre 15 nominacions, i TUSHY. com va rebre 12.

Els guanyadors es van anunciar durant la cerimònia de lliurament dels premis el 23 de gener de 2016. Malgrat el seu menor nombre de nominacions, TUSHY.com van ser els grans guanyadors amb Being Riley. Batman v Superman XXX: An Axel Braun Parody també va compartir els honors guanyant cinc trofeus. Marriage 2.0, Peter Pan XXX: An Axel Braun Parody i The Submission of Emma Marx: Boundaries van guanyar quatre premis cadascun i la producció europea The Doctor se'n va endur tres.

### Premis principals

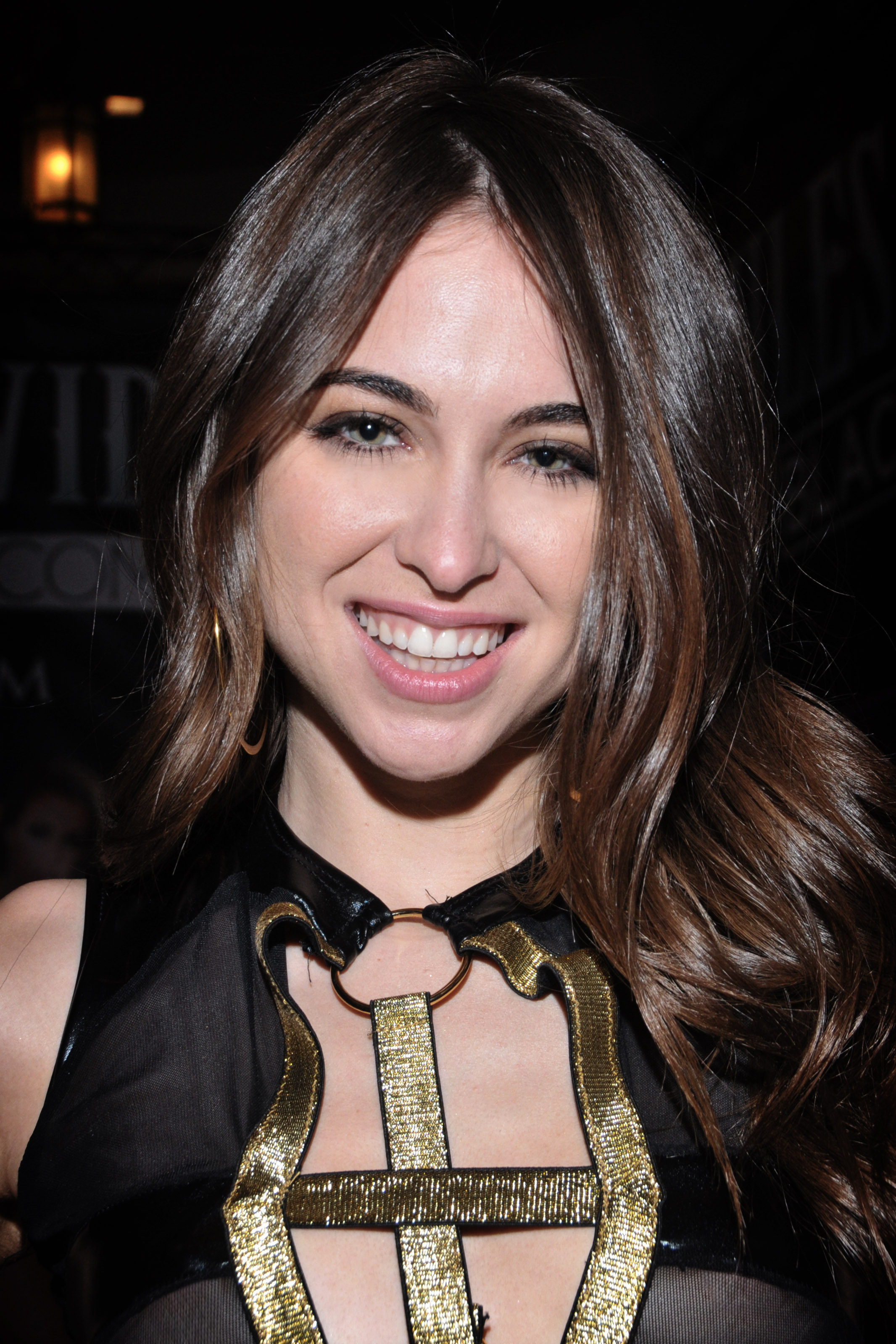
Riley Reid, premi a la millor intèrpret femenina de l’any

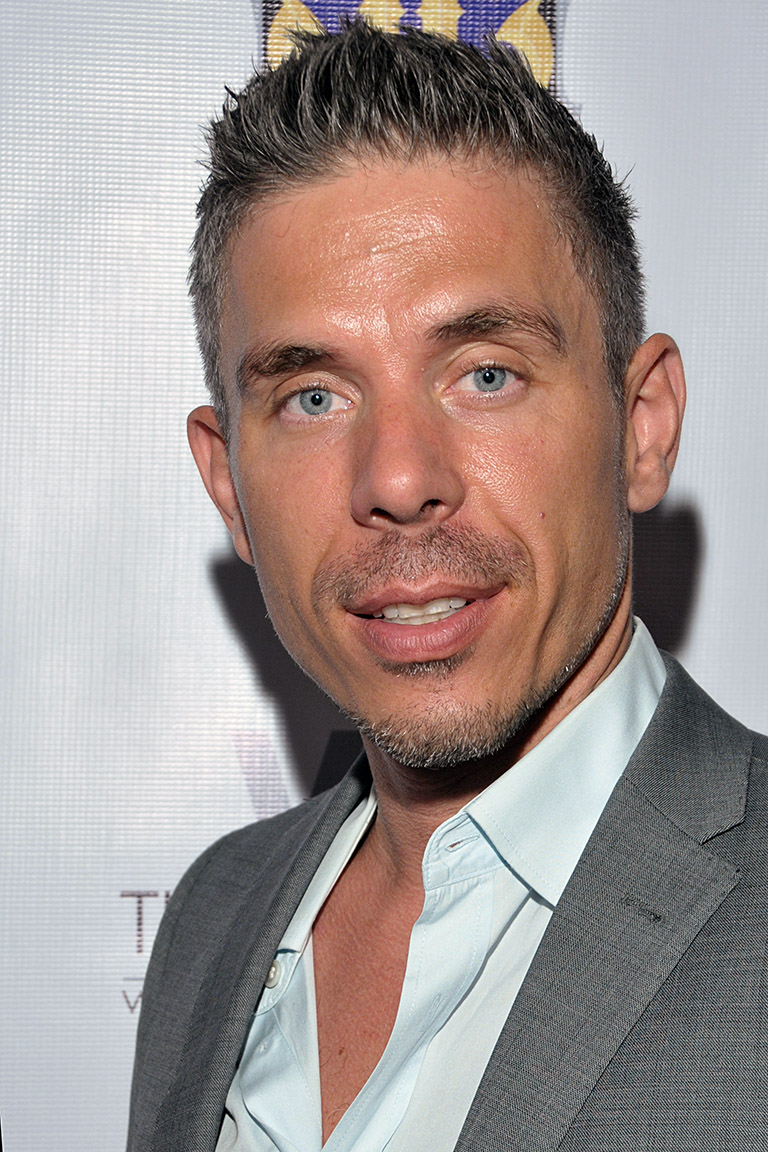
Mick Blue, premi al millor intèrpret masculí de l’any

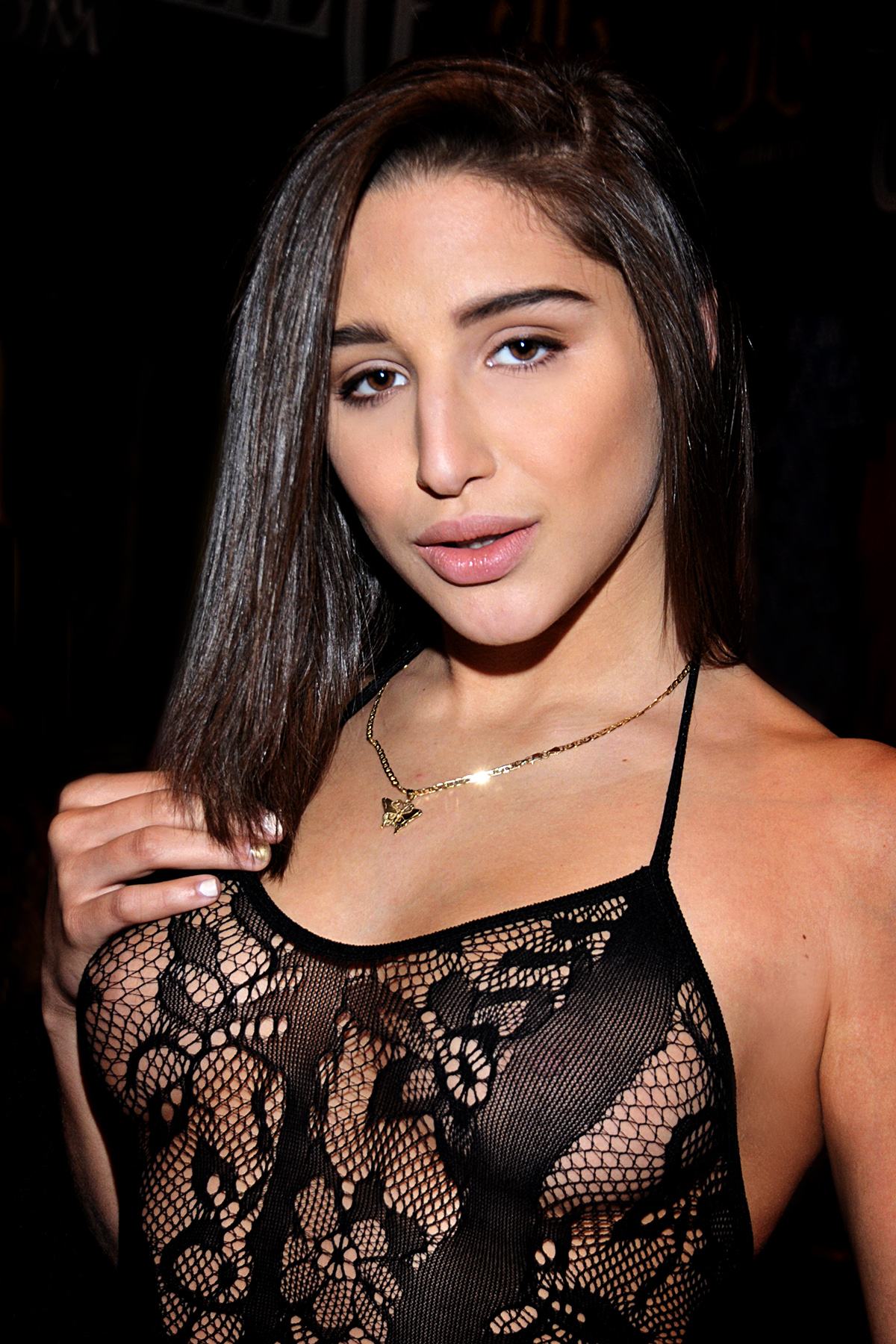
Abella Danger, premi a la millor nova estrella

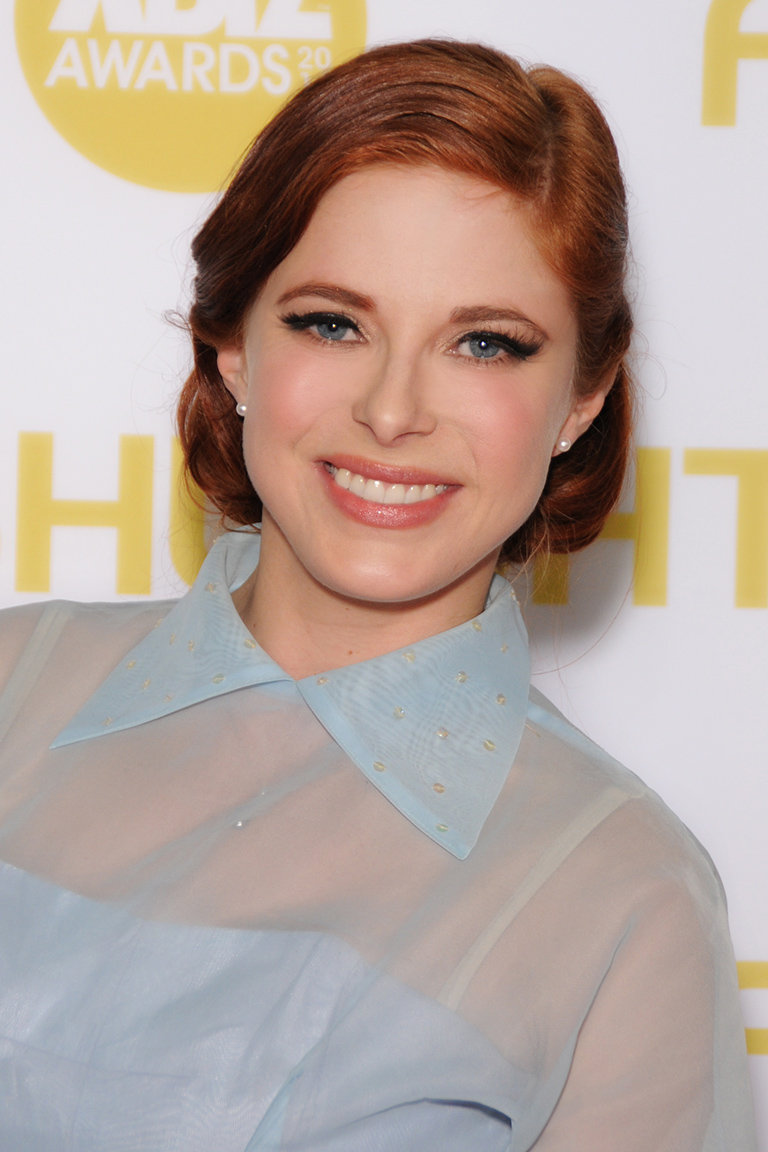
Penny Pax, premi a la millor actriu

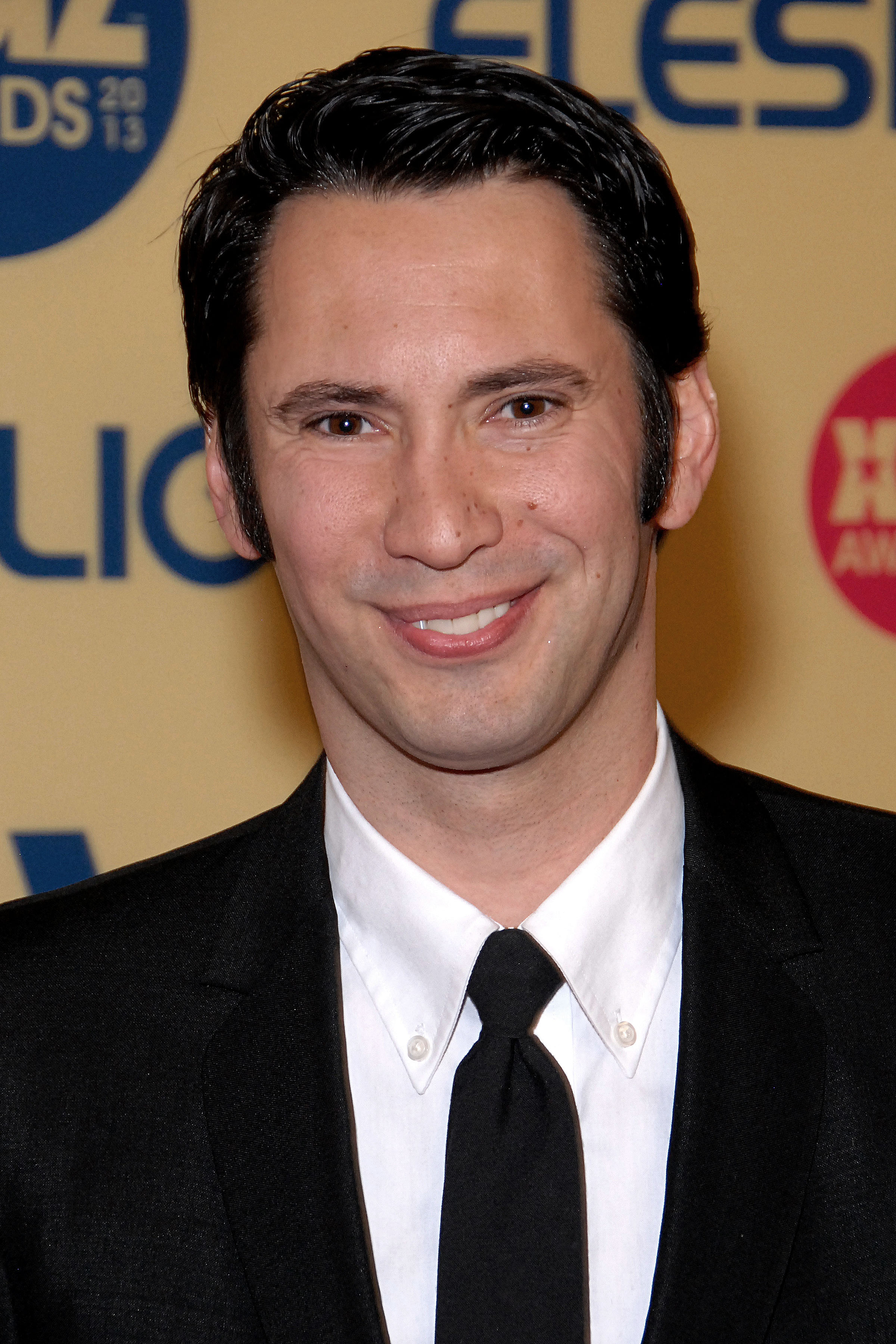
Tommy Pistol, premi al millor actor

Els guanyadors de les categories anunciades durant la cerimònia de lliurament de premis el 23 de gener de 2016 es destaquen en "negreta".
| Pel·lícula de l'any | Premi a l'artista femenina de l'any |
| --- | --- |
| - Peter Pan XXX: An Axel Braun Parody En lloc dels nominats per a aquesta categoria, els concursants s'escullen entre els guanyadors de les categories "Millor estrena", com ara Millor pel·lícula d'antologia, Millor drama, Millor estrena de paròdia i diverses altres. La votació es realitza per separat just abans de la cerimònia de lliurament de premis. | - Riley Reid - Anikka Albrite - August Ames - A.J. Applegate - Vicki Chase - Adriana Chechik - Carter Cruise - Dani Daniels - Aidra Fox - Keisha Grey - Jillian Janson - Eva Lovia - Maddy O’Reilly - Romi Rain - Kleio Valentien |
| Premi a l'artista masculí de l'any | Millor nova estrella |
| - Mick Blue - Flash Brown - Xander Corvus - James Deen - Erik Everhard - Manuel Ferrara - Keiran Lee - Ramon Nomar - Tommy Pistol - Toni Ribas - Lexington Steele - Steven St. Croix - Chad White - Prince Yahshua | - Abella Danger - Aria Alexander - Bella Bellz - Marley Brinx - Kate England - Karlee Grey - Katrina Jade - Peta Jensen - Cassidy Klein - Morgan Lee - Rachael Madori - Keira Nicole - Jade Nile - Megan Rain - Kissa Sins |
| Artista transsexual de l’any | Director de l’any |
| - Venus Lux - Jonelle Brooks - Delia DeLions - Jessy Dubai - Foxxy - Vixxen Goddess - Sienna Grace - Khloe Hart - Aubrey Kate - Kelli Lox - Kylie Maria - Carla Novaes - Holly Parker - Chelsea Poe - Tyra Scott | - Greg Lansky - Mike Adriano - Brad Armstrong - James Avalon - Axel Braun - Stormy Daniels - James Deen - Manuel Ferrara - William H. - Jules Jordan - Ryan Madison - Mason - Eddie Powell - B. Skow - Jacky St. James |
| Millor actor | Millor actriu |
| - Tommy Pistol, Stryker - Richie Calhoun, The Submission of Emma Marx: Boundaries - Danny D, The Doctor - James Deen, Stockholm Syndrome - Ryan Driller, Marriage 2.0 - Erik Everhard, Broken Vows - Giovanni Francesco, Batman v Superman XXX: An Axel Braun Parody - Seth Gamble, Brothers & Sisters - Danny Mountain, Lock and Load - Tyler Nixon, Housemates 2 - Derrick Pierce, Magic Mike XXXL: A Hardcore Parody - Toni Ribas, Bullet to the Top - Ryan Ryder, Peter Pan XXX: An Axel Braun Parody - Michael Vegas, Shades of Kink 4 - Chad White, Waiting on Love | - Penny Pax, The Submission of Emma Marx: Boundaries - Asa Akira, Starmaker - Adriana Chechik, The Turning - Carter Cruise, Waiting on Love - Dani Daniels, Sisterhood - Stormy Daniels, Wanted - Dana DeArmond, Mother's Little Helper - Daisy Haze, Bad Romance - Kimberly Kane, Family Secrets - Remy LaCroix, Stockholm Syndrome - Keira Nicole, Peter Pan XXX: An Axel Braun Parody - Bonnie Rotten, Sisters of Anarchy - Riley Steele, Barbarella XXX: An Axel Braun Parody - India Summer, Marriage 2.0 - Sarah Vandella, Love, Sex & TV News |
| Madrid drama | Millor paròdia |
| - Wanted - Bad Romance - Bullet to the Top - The Colombian XXX - Gone - How I Became a Sexual Slave - Love, Lust & Longing - Mother's Little Helper - My Sinful Life - Safe Landings - Saving Humanity - Starmaker - Stockholm Syndrome - A Thing of Beauty - Wild Inside | - Peter Pan XXX: An Axel Braun Parody - American Whore Story - Batman v Superman XXX: An Axel Braun Parody - Between the Headlines: A Lesbian Porn Parody - Bob's Boners and Other Porn Parodies - Gnardians of the Galaxy and Other Porn Parodies - Joanna Angel's Making the Band - Kill Bill: A XXX Parody - Magic Mike XXXL: A Hardcore Parody - Night at the Erotic Museum - Screwing Wall Street: The ArrangementFinders IPO - Sisters of Anarchy - This Ain't Modern Family XXX - This Ain't Supernatural XXX - The Tranny Bunch |
| Millor presentació d’estrella | Millor actriu secundària |
| - Being Riley - Adriana's a Slut - Angela 2 - Asa Akira: Wicked Fuck Doll - Carter Cruise Obsession - The Insatiable Miss Alexis Texas 2 - Jesse: Sex Machine - Just Jillian - Karma's a Bitch - Meet Aidra Fox - Missy Martinez: Fucked Ra - Private Fantasies of Samantha Saint - Remy - SeXXXploitation of Abigail Mac - True Lust | - Kleio Valentien, Batman v Superman XXX: An Axel Braun Parody - Anikka Albrite, The Turning - Julia Ann, Stryker - Skin Diamond, Love, Sex & TV News - Jessica Drake, Starmaker - Allie Haze, Love, Lust & Longing - Karla Kush, My Girlfriend's Mother 8 - Abigail Mac, Flesh - Chanel Preston, This Ain't The Interview XXX - Amber Rayne, Wanted - Jessa Rhodes, Sisters of Anarchy - Celeste Star, Saving Humanity - Misty Stone, Magic Mike XXXL - Stoya, Screwing Wall Street: The ArrangementFinders IPO - Kasey Warner, Mother's Little Helper |
| Millor actuació de l’any només noies | Premi dels Fans: El Cul més èpic |
| - Shyla Jennings - Elle Alexandra - Lily Cade - Jayden Cole - Prinzzess Felicity Jade - Sasha Heart - Kenna James - Mindi Mink - Tara Morgan - Raven Rockette - Ryan Ryans - Jenna Sativa - Angela Sommers - Tanya Tate - Vanessa Veracruz | - Alexis Texas - Aaliyah Love, Abella Danger, A. J. Applegate, Amirah Adara, Anikka Albrite, Ash Hollywood, Bella Bellz, Carmen Valentina, Chanell Heart, Dahlia Sky, Dani Daniels, Dava Foxx, Dillion Harper, Eva Lovia, Holly Hanna, Isabella de Santos, Jada Stevens, Jenna Ashley, Jenna Ivory, Jodi Taylor, Julie Cash, Jynx Maze, Kayla-Jane Danger, Keisha Grey, Kelli Staxxx, Kelsi Monroe, Kenra Lust, Kissa Sins, Layla Price, Lea Lexis, Leya Falcon, Lola Foxx, Luna Star, Madelyn Monroe, Melissa May, Mia Malkova, Miley May, Nikki Delano, Richelle Ryan, Sadie Blair, Sadie Santana, Sarah Vandella, Savana Styles, Scarlet Red, Sovereign Syre, Summer Brielle, Sunny Lane, Veruca James, Yasmine De Leon |
| Millor escena sexual noi/noia | Millor escena sexual noia/noia |
| - Abigail Mac, Flash Brown, Black & White 4 - Kleio Valentien, Seth Gamble, Axel Braun's Inked - Carter Cruise, Derrick Pierce, Batman v Superman XXX: An Axel Braun Parody - Peta Jensen, Bill Bailey, Bra Busters 6 - Marley Brinx, Steven St. Croix, The Father Figure - Eva Lovia, Keiran Lee, Flesh - Little Caprice, Marcello Bravo, In Love With Little Caprice - Aria Alexander, Ryan Madison, Make ’Em Sweat 2 - India Summer, Mickey Mod, Marriage 2.0 - August Ames, Manuel Ferrara, Oil Overload 12 - Sara Luvv, Xander Corvus, Restraint - Rachael Madori, Ryan Madison, Rough Enough - Kissa Sins, Johnny Sins, Sins Life Part 2 - Remy LaCroix, James Deen, Stockholm Syndrome (scene four) - Dani Daniels, Ramon Nomar, True Erotica | - Riley Reid, Aidra Fox, Being Riley - Abella Danger, Phoenix Marie, All Access Abella Danger - Riley Steele, Asa Akira, Barbarella XXX: An Axel Braun Parody - Skin Diamond, Alina Li, Deviant Devil: Skin Diamond - Nikki Daniels, Jenna J. Ross, Finger Lickin Girlfriends 4 - Carter Cruise, Jessie Andrews, Jessie Loves Girls - Chanell Heart, Misty Stone, Lesbian First Dates - Mia Malkova, Kenna James, Mia Loves Girls - Dana DeArmond, Ava Dalush, Mother's Little Helper - Lexi Belle, Jayden Cole, Penthouse Pet All-Girl Retreat - Charlotte Stokely, Kristina Rose, Pink Velvet - Veronica Vain, Kayden Kross, Screwing Wall Street: The ArrangementFinders IPO - Shyla Jennings, Casey Calvert, Sisterly Love 2 - Abigail Mac, Ryan Ryans, There’s Only One Abigail Mac - Prinzzess Felicity Jade, Jillian Janson, Women Seeking Women 110 |
| Millor escena sexual anal | Millor escena sexual oral |
| - Riley Reid, Mick Blue, Being Riley - Bonnie Rotten, Danny D, American Whore Story - Aidra Fox, Manuel Ferrara, Anal Beauty - Dahlia Sky, Prince Yahshua, Anal Warriors, - Rachael Madori, Mick Blue, Ass Candy - Anikka Albrite, Mike Adriano, Banging Beauties - Keisha Grey, Manuel Ferrara, Big Anal Asses 3 - Ana Foxxx, Mick Blue, Black Bombshells - Jada Stevens, Prince Yahshua, The Booty Movie - Adriana Chechik, Lexington Steele, Brunettes Go Black - Carter Cruise, Flash Brown, Carter Cruise Obsession - Allie Haze, Rob Piper, Interracial & Anal 2 - Jillian Janson, Mick Blue, Just Jillian - Kendra Lust, Mick Blue, Miss Tushy - Kaylani Lei, Erik Everhard, Up My Asian Ass 2                                                | - Angela White, Angela 2 - Adriana Chechik, Karmen Karma, Adriana Chechik & Karmen Karma's Through the Jeans BJ - Asa Akira, Asa Akira: Wicked Fuck Doll - Britney Amber, Batman v Superman XXX: An Axel Braun Parody - Carter Cruise, Facialized 2 - London Keyes, Fluid 3 - Jillian Janson, Just Jillian - Marley Brinx, Marley - Sarah Vandella, MILFs Suck - Mia Malkova, Aiden Ashley, Peter Pan XXX: An Axel Braun Parody - Samantha Saint, Juelz Ventura, Private Fantasies of Samantha Saint - Vicki Chase, Sperm Diet - Kalina Ryu, Suck Balls 4 - Allie Haze, Chanel Preston, Romi Rain, Triple BJs - Alena Croft, Wet Food 6 |

### Guanyadors de premis addicionals
La següent és la llista de les categories de premis restants, que es van presentar a part de la cerimònia de lliurament de premis real.
CATEGORIES DE CONTINGUT
- Intèrpret BBW de l'any: Karla Lane
- Millor escena de sexe grupal de noies: Angela White, Alexis Texas, Anikka Albrite, Angela 2
- Millor pel·lícula Noies: Angela Loves Women
- Millor sèrie noies: Women Seeking Women
- Millor pel·lícula amateur/Pro-Am: It's My First Time 2
- Millor sèrie amateur/Pro-Am: Bang Bus
- Millor pel·lícula anal: Anal Beauty
- Millor sèrie anal: DP Me
- Millor pel·lícula d’antologia: Oil Overload 12
- Millor director artístic: Batman v Superman XXX: An Axel Braun Parody
- Millor pel·lícula BDSM: The Submission of Emma Marx: Boundaries
- Millor direcció de fotografia: Greg Lansky, Being Riley
- Millor comèdia: Love, Sex & TV News
- Millor sèrie de continuïtat: Dirty Rotten Mother Fuckers
- Millor director - Llargmetratge: Paul Deeb, Marriage 2.0
- Millor director – Llargmetratge estranger Dick Bush, The Doctor
- Millor director - Estranger no llargmetratge: Alis Locanta, Waltz With Me
- Millor director - No pel·lícula: Jules Jordan, Jesse: Alpha Female
- Millor director – Paròdia: Axel Braun, Peter Pan XXX: An Axel Braun Parody
- Millor escena sexual de doble penetració: Riley Reid, James Deen, Erik Everhard, Being Riley
- Millor edició: Eddie Powell, Gabrielle Anex, The Submission of Emma Marx: Boundaries
- Millor pel·lícula ètnica: Latin Asses
- Millor sèrie ètnica interracial: My First Interracial
- Millor pel·lícula estrangera: The Doctor
- Millor no pel·lícula estrangera: Waltz With Me
- Millor pel·lícula gonzo: Eye Contact
- Millor escena de sexe en grup: Keisha Grey, Mick Blue, James Deen, Jon Jon, John Strong, Erik Everhard, Gangbang Me 2
- Millor pel·lícula Ingénue: Best New Starlets 2015
- Millor pel·lícula interracial: Black & White 3
- Millor maquillatge: Cammy Ellis, May Kup, Batman v Superman XXX: An Axel Braun Parody
- Millor nouvingut masculí: Brad Knight
- Millor campanya de màrqueting - Projecte individual: Marriage 2.0, LionReach/Adam & Eve
- Millor campanya de màrqueting - Imatge de l'empresa: Blacked/Tushy
- Millor pel·lícula MILF: MILF Performers of the Year 2015
- Millor nou segell: Tushy
- Millor nova sèrie: All Access
- Millor actuació no sexual: Christopher Ryan, PhD, Marriage 2.0
- Millor pel·lícula de dona gran/noia jove: Lesbian Adventures: Older Women, Younger Girls 6
- Millor pel·lícula oral: Facialized 2
- Millor pel·lícula orgia/gangbang: Gangbang Me 2
- Millor pel·lícula de poliamor: Marriage 2.0
- Millor escena sexual POV: Jillian Janson, Aidra Fox, Jules Jordan, Eye Contact
- Millor guió: Jacky St. James, The Submission of Emma Marx: Boundaries
- Millor guió – Paròdia: Axel Braun, Mark Logan, Batman v Superman XXX: An Axel Braun Parody
- Millor escena sexual en una producció estrangera: Victoria Summers, Danny D., The Doctor
- Millor pel·lícula solo: Glamour Solos 4
- Millor actuació solo/tease: Abigail Mac, Black & White 4[12]
- Millor banda sonora: Wanted

Contingut (ctd.)
- Millor efectes especials: Batman v Superman XXX: An Axel Braun Parody
- Millor pel·lícula especialitzada - Altres gèneres: Cum Inside Me
- Millor sèrie especialitzada - Altres gèneres: Big Tit Cream Pie
- Millor Actor Secundari: Steven St. Croix, Peter Pan XXX: An Axel Braun Parody
- Millor pel·lícula de relacions tabú: The Father Figure
- Millor pel·lícula T/A: Bra Busters 6
- Millor escena sexual a tres bandes: noi/noi/noia: Carter Cruise, Flash Brown, Jason Brown, Carter Cruise Obsession
- Millor escena sexual a tres bandes: noia/noia/nen: Anikka Albrite, Valentina Nappi, Mick Blue, Anikka's Anal Sluts
- Millor pel·lícula transsexual: The Tranny Bunch
- Millor sèrie transsexual: The Trans X-Perience
- Millor escena de sexe transsexual Vixxen Goddess, Adriana Chechik, TS Playground 21
- Títol intel·ligent de l'any: That Rapper Destroy My Crapper
- Intèrpret estranger femení de l'any: Misha Cross
- Estrella principal de l'any: Jessica Drake
- Intèrpret estranger masculí de l'any: Rocco Siffredi
- Intèrpret MILF de l'any: Kendra Lust
- Escena de sexe més escandalosa: Lea Lexis, Tommy Pistol a "Nightmare for the Dairy Council", Analmals[12]

PREMIS DELS FANS
- Cam Girl favorita: AngelNDemon4u[13] o Devious Angel[12] (Hi ha una discrepància entre el que es va anunciar al canal oficial de Twitter dels Premis AVN i la nota de premsa de la llista de guanyadors.)
- Cam Guy Favorita: Adam Sinner
- Parella Camming favorita: Nicolah i Steven Bond
- Intèrpret femení preferida: Riley Reid
- Intèrpret masculí preferit: Keiran Lee
- Intèrpret Trans Cam favorit: Kylie Maria
- Intèrpret trans preferit: Bailey Jay
- Nouvinguda més popular: Abella Danger
- MILF més popular: Kendra Lust
- Joguina sexual més sorprenent: Dani Daniels
- Pits més espectaculars: Hitomi Tanaka
- Estrella de les xarxes socials: Riley Reid[12]

WEB I TECNOLOGIA
- Millor programa d'afiliats: Famedollars (Gamma Entertainment)
- Millor lloc web alternatiu: Kink.com
- Millor lloc web de cites: AdultFriendFinder.com
- Millor lloc web de membres: Blacked.com
- Millor lloc web d'estrelles porno: JoannaAngel.com
- Millor lloc web per a noies solistes: Vicky Vette, VickyAtHome.com
- Millor director web: Ivan[12]

PRODUCTES DE PLAER
- Millor fabricant de preservatius: Kimono
- Millor fabricant de millores: Classic Erotica
- Millor fabricant de fetitxes: Spartacus Leathers
- Millor fabricant de roba interior o roba: Syren Latex
- Millor fabricant de lubricants: Wet International
- Millor fabricant de productes de plaer - Gran: Doc Johnson
- Millor fabricant de productes de plaer - Mitjà: LELO
- Millor fabricant de productes de plaer - Petit: Advanced Response[12]

VENTA AL MENOR I DISTRIBUCIÓ
- Millor botiga: Early to Bed (Chicago)
- Millor cadena minorista - Petita: Good Vibrations
- Millor cadena minorista - Gran: Romantix
- Millor botiga web minorista: AdultEmpire.com[12]

### Premis AVN honoraris

#### Premis Visionary
El premi Visionary fou atorgat al fundador d’AVN Paul Fishbein.

#### Saló de la Fama
El 18 de desembre de 2015 AVN va anunciar els incorporats del 2016 al seu saló de la fama:
- Branca Fundadors: Fred Hirsch, Rudy Sutton, Eddie Wedelstedt
- Branca Vídeo: Joanna Angel, Nikki Benz, DCypher, Jonni Darkko, Dana DeArmond, Nikita Denise, Tommy Gunn, Kimberly Kane, Sascha Koch, Alex Ladd, Teagan Presley, John Strong, Shyla Stylez, Dana Vespoli, Vicky Vette
- Branca executius: Jon Blitt, Bob Christian, Scott David, Eric Gutterman, Steve Volponi, Nelson X
- Branca productes de plaer: Ralph Caplan, Rina Valan, Steve Shubin
- Branca fundadors Internet: Charles Berrebbi i John Albright, Ilan Bunimovitz

#### Múltiples nominacions i premis
| Nominacions | Pel·lícula                                  |
| ----------- | ------------------------------------------- |
| 21          | Peter Pan XXX: An Axel Braun Parody         |
| 18          | Batman v Superman XXX: An Axel Braun Parody |
| 16          | Angela 2                                    |
| 13          | Gangbang Me 2                               |
| 12          | Marriage 2.0                                |
| 12          | Turning: A Lesbian Horror Story             |
| 11          | Meet Aidra Fox                              |
| 11          | Slut Puppies 9                              |
| 11          | Wanted                                      |
| 11          | Brazzers House                              |
| 10          | Doctor                                      |
| 10          | Submission Of Emma Marx 2: Boundaries       |
| 10          | Sisterhood                                  |
| 10          | Just Jillian                                |
| 10          | Magic Mike XXXL                             |
| 10          | Stockholm Syndrome                          |
| 10          | Being Riley                                 |

Les següents 12 van rebre múltiples premis:
| Premis | Pel·lícula                                  |
| ------ | ------------------------------------------- |
| 5      | Being Riley                                 |
| 5      | Batman v Superman XXX: An Axel Braun Parody |
| 4      | Marriage 2.0                                |
| 4      | Peter Pan XXX: An Axel Braun Parody         |
| 4      | The Submission of Emma Marx: Boundaries     |
| 3      | The Doctor                                  |
| 2      | Angela 2                                    |
| 2      | Black and White 4                           |
| 2      | Eye Contact                                 |
| 2      | Gangbang Me 2                               |
| 2      | Waltz With Me                               |
| 2      | Wanted                                      |

## Informació de la cerimònia
Per primera vegada, el contingut publicat únicament amb vídeo sota demanda és apte per a la consideració dels premis AVN. AVN va anunciar que el contingut de VOD seria apte a les categories Millor escena de sexe per a nois i noies, Millor escena de sexe per noies i noies, Millor escena sexual oral i Millor escena sexual anal. Com és habitual, es va canviar el nom i redefinir diverses de les categories i es va afegir una nova categoria, Millor pel·lícula de poliamor.
AVN també ha afirmat que l'estrella porno James Deen, que ha estat objecte de denúncies d'agressió publicades, continuarà sent elegible per als premis en les categories per a les quals ell o la seva companyia de producció ha estat nominat, ja que els premis "no reflecteixen una posició oficial sobre cap altre assumpte relacionat amb James Deen."